# Misja „sui iuris” w Funafuti
Misja „Sui Iuris” w Funafuti (łac. Funafutinus, ang. Mission „Sui Iuris” of Funafuti) – rzymskokatolicka misja sui iuris na Tuvalu. Siedziba superiora znajduje się w Funafuti. Jest sufraganią Metropolii Samoa-Apia. Swoim zasięgiem obejmuje państwo Tuvalu.

## Historia
- 10 września 1982 – utworzenie misji „sui iuris” w Funafuti. Misja ta została wydzielona z jurysdykcji biskupów diecezji Tarawy, Nauru i Funafuti (odtąd diecezja Tarawa i Nauru).

## Superiorzy
- kard. Pio Taofinuʻu SM (10 września 1982 – wrzesień 1985)
- bp John Rodgers SM (7 sierpnia 1985 – 14 lipca 1986)
- o. Camille DesRosiers SM (14 lipca 1986 – 2010)
- o. John Rarikin Ikataere MSC (24 września 2010 – 8 lutego 2014)
- o. Reynaldo B. Getalado MSP (2014 – 8 grudnia 2023)
- o. Eliseo Napiere MSP (3 czerwca 2024 – )